# Paul de Ladmirault
Pour l’article homonyme, voir Paul Ladmirault.
Paul de Ladmirault, né le 17 février 1808 à Montmorillon et mort le 1er février 1898 à Sillars, est un général français, grand-croix de la Légion d'honneur et médaillé militaire.
Il participe activement à la conquête de l'Algérie, à la  campagne d'Italie, à la guerre de 1870 et à la répression de la Commune de Paris. Sénateur du Second Empire puis sous la IIIe République, il est gouverneur militaire de Paris de 1871 à 1878 et membre du Conseil supérieur de la guerre

## Biographie

### Famille
Issu d'une vieille famille de petite noblesse du Poitou, Louis René Paul de Ladmirault, né le 17 février 1808 à Montmorillon, est le fils d'un ancien émigré. 

### Formation
Admis à Saint-Cyr en 1826 — dans la même promotion que le futur maréchal Canrobert, dont il était camarade de collège —, il en sort sous-lieutenant au 62e régiment d'infanterie de ligne en 1829. Il est promu lieutenant au 67e régiment en 1831

### Conquête de l'Algérie
Il entame dès lors un long parcours d'officier colonial en Algérie où il se distingue à plusieurs reprises.
Adjudant-major en 1834, il passe capitaine dans les zouaves en 1837. Capitaine adjudant-major en 1839, il est nommé chef de bataillon en 1840 et fait chevalier de la Légion d'honneur. Il passe la même année dans les chasseurs d'Orléans dont il commande un bataillon. Muté au 2e bataillon d'infanterie légère en 1841, il est aussi chargé du cercle de Cherchell. Promu lieutenant-colonel en 1842, il devient colonel au régiment des zouaves en 1844 et participe à l'expédition de Kabylie. Promu officier de la Légion d'honneur en 1845 puis commandeur en 1847, il est nommé général de brigade le 12 juin 1848 et prend la tête de la subdivision de Médéa. Il est promu général de division le 14 janvier 1853.

### Campagne d'Italie
Il participe à la campagne d'Italie en 1859 sous les ordres du maréchal Baraguay d'Hilliers. Il prend une part décisive aux batailles de Melegnano le 8 juin puis de Solférino le 25 juin durant laquelle il est blessé à deux reprises. Il est élevé le lendemain à la dignité de grand officier de la Légion d'honneur en récompense de sa conduite.

### Sénateur du Second Empire
Nommé commandant de la 1re division de la Garde impériale en 1863, il est nommé sous-gouverneur de l'Algérie en 1865, puis nommé sénateur en décembre 1866 par Napoléon III.
Après avoir commandé le camp de Châlons, il prend la tête du 2e corps à Lille en mars 1867. Il est élevé à la dignité de grand-croix de la Légion d'honneur le 11 août 1867.

### Guerre de 1870
Durant la guerre franco-prussienne de 1870, il commande le 4e corps de l'armée du Rhin sous les ordres de Bazaine. Il participe à toutes les batailles de Mars-la-Tour à Saint-Privat. Durant la seconde, il repousse les Allemands devant Amanvillers. Enfermé dans Metz, il y est fait prisonnier par la capitulation de l'armée de Bazaine. Libéré pour participer aux opérations contre la Commune de Paris, il dirige le corps d'armée qui prend la porte de Saint-Ouen et s'empare de Montmartre.

### Gouverneur militaire de Paris et membre du CSG
Nommé gouverneur militaire de Paris en 1871, poste qu'il occupe jusqu'en 1878, il siège au sein du Conseil supérieur de la guerre, et succède à Mac Mahon à la tête de l'armée de Versailles lorsque ce dernier devient président de la République.
Il est décoré de la médaille militaire, distinction suprême pour un officier général, le 24 juin 1871.

### Sénateur de la IIIerépublique
Il est sénateur de la Vienne de 1876 à 1891, siégeant au centre-droit. Il occupe enfin la vice-présidence du Sénat en 1879.
Il meurt le 1er février 1898 à Sillars, commune où il est inhumé.

## Hommages

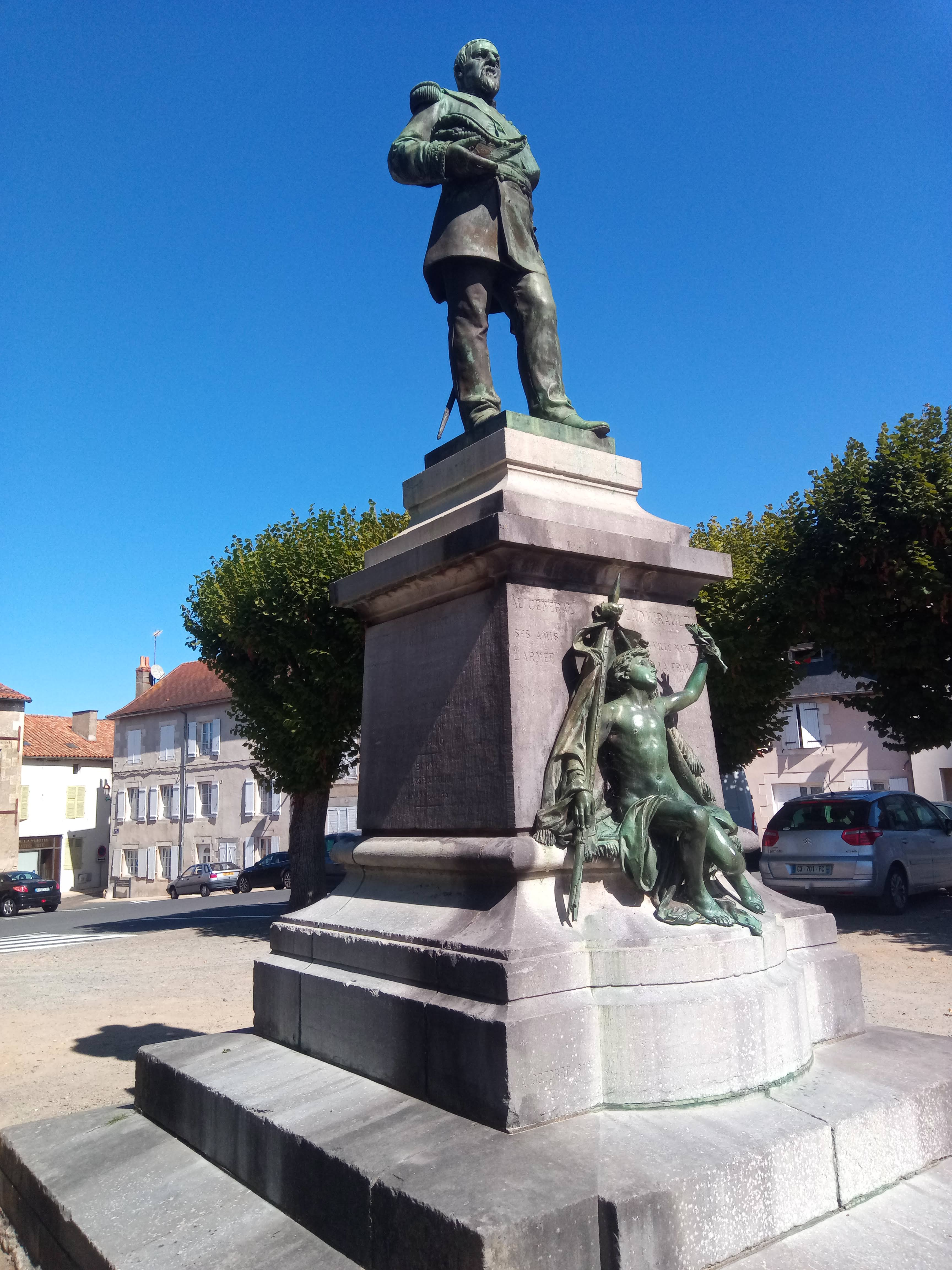
Aimé Octobre, Monument au général de Ladmirault (1901), Montmorillon, place Saint-Martial.

Un monument à sa mémoire par Aimé Octobre est érigé en 1901 dans sa ville natale de Montmorillon, sur la place Saint-Martial.

## Décorations
- Médaille militaire (24 juin 1871)
- Grand-croix de la Légion d'honneur (11 août 1867)[2]
  - Grand officier en 1859
  - Commandeur en 1847
  - Officier en 1845
  - Chevalier en 1840
- Ordre des Saints-Maurice-et-Lazare.